# Ribes glabricalycinum
Ribes glabricalycinum är en ripsväxtart som beskrevs av Ling Ti Lu. Ribes glabricalycinum ingår i släktet ripsar, och familjen ripsväxter. Inga underarter finns listade i Catalogue of Life.